# Albatros L 74
L'Albatros L 74 fu un aereo monomotore, biposto e biplano, sviluppato dall'azienda aeronautica tedesca Albatros Flugzeugwerke GmbH nei tardi anni venti del XX secolo.
Destinato ufficialmente al mercato dell'aviazione civile, al pari di numerosi altri modelli sviluppati in Germania nel periodo, fu progettato per poter essere facilmente convertito all'uso militare, specificatamente come aereo da addestramento alla ricognizione, alla caccia e per la formazione dei mitraglieri. Realizzato in soli due esemplari non riuscì ad ottenere alcuna commissione e il suo sviluppo venne sospeso.

## Storia del progetto
Al termine della prima guerra mondiale, al fine di aggirare le limitazioni all'aviazione militare e civile imposte alla Repubblica di Weimar dal Trattato di Versailles, venne iniziata una collaborazione con il costituendo governo dell'Unione Sovietica che prevedeva la realizzazione di stabilimenti nel loro territorio. Gli accordi permisero in seguito al personale militare del Reichswehr di poter fondare nel 1928una scuola di volo clandestina per la formazione dei propri piloti presso le strutture dell'aeroporto di Lipeck, dove si testavano anche i nuovi velivoli prodotti su richiesta del governo sovietico da assegnare ai reparti della propria aeronautica militare, la Voenno-vozdušnye sily.
Questo permise al Reichswehrministerium, il ministero della difesa tedesco del periodo, di poter sviluppare segretamente i primi velivoli ad uso militare emettendo a sua volta delle specifiche per la realizzazione dei modelli, costruiti illegalmente in territorio tedesco, che dovevano ricostituire la propria forza aerea.
In quest'ambito anche l'Albatros tentò di inserirsi nel mercato avviando nella seconda parte degli anni venti un modello da affiancare al precedente L 76 Aeolus, velivolo biposto in grado di ricoprire i ruoli di aereo da ricognizione e da addestramento, ufficialmente proposto per l'aviazione civile ma facilmente convertibile ad uso militare in vista di una futura riorganizzazione in tal senso dell'aeronautica tedesca.
Il progetto venne elaborato dall'ufficio tecnico diretto dall'ex pilota da caccia e Asso della prima guerra mondiale Walter Blume. Il nuovo modello, che assunse la designazione L 74, manteneva l'impostazione generalmente adottata dai velivoli destinati a tale ruolo, cellula biposto con abitacoli aperti, separati e collocati in tandem, gruppo motoelica in configurazione traente collocato sul naso e velatura biplana, introducendo tuttavia alcune particolarità tecniche la più evidente delle quali era l'insolita configurazione a fusoliera sospesa.
Il prototipo, WerkNr. 10096, ottenne il certificato di tipo dalle autorità tedesche e, ricevuta l'immatricolazione D-1110, venne portato in volo per la prima volta nella prima parte del 1928; i risultati incoraggianti determinarono la decisione di avviarne la costruzione di un secondo esemplare.

## Tecnica
L'L 74 riproponeva l'impostazione generale dei pari ruolo, un monomotore in configurazione traente, biposto, con velatura biplana e carrello fisso, convenzionale per il periodo.
La fusoliera, a sezione ellittica, era caratterizzata da una configurazione definita "sospesa", ovvero non a contatto con i piani alari, e dall'adozione di abitacoli separati aperti collocati in tandem verso coda, piuttosto indietro rispetto al bordo d'uscita alare, con l'anteriore destinato al pilota ed il posteriore per il passeggero o istruttore, entrambi con i posti protetti da un piccolo parabrezza. Posteriormente terminava in un impennaggio classico monoderiva, con elemento verticale dotato di timone "a gradino" dall'ampia superficie e abbinato a piani orizzontali dalla pianta triangolare arrotondata alle estremità e irrobustiti grazie ad una corta asta di controvento per lato.
Le velatura era del tipo biplano, con piani alari di eguale apertura, il primo posizionato alto a parasole poco sopra il dorso della fusoliera mentre il secondo passava sotto la stessa attraverso il carrello, entrambi dotati di alettoni, dal sensibile scalamento positivo, ovvero con quello inferiore spostato verso coda, e collegati tra loro da una coppia di montanti interalari "a N", struttura ulteriormente irrobustita da tiranti in cavetto d'acciaio.
Il carrello d'atterraggio era del tipo biciclo fisso, con elemento anteriore deformabile e gambe di forza inclinate (molla flessionale) dotate di elementi ammortizzanti integrato posteriormente da un pattino d'appoggio posizionato sotto la coda.
La propulsione era affidata ad un motore BMW IVa, un 6 cilindri in linea raffreddato a liquido in grado di erogare una potenza pari a 300 CV (220 kW), posizionato all'apice anteriore della fusoliera e azionante un'elica bipala in legno a passo fisso.

## Impiego operativo
Il primo esemplare, inizialmente acquisito dalla Deutsche Verkehrsfliegerschule (DVS), in tedesco Scuola di pilotaggio aereo, una organizzazione paramilitare clandestina che operava nelle scuole di volo civili in territorio nazionale, venne trasferito nell'agosto 1928 al Deutsche Versuchsanstalt für Luftfahrt (DVL), istituto di ricerca aerodinamica, dove rimase un mese per varie prove prima di essere riconsegnato alla DVS. In seguito, dal luglio 1930, venne ceduto alla compagnia aerea Deutsche Luftfahrt (DLG).
Uno dei due esemplari realizzati, non è certo quale, venne inviato a Lipeck, dove venne equipaggiato con due mitragliatrici calibro 7,92 mm, una posizionata in caccia, a disposizione del pilota, dotata di meccanismo di sincronizzazione e sparante attraverso il disco dell'elica, e la seconda montata su supporto brandeggiabile nell'abitacolo posteriore. La dotazione prevedeva inoltre una fotocamera per le rilevazioni fotografiche.

## Utilizzatori
Germania
- Deutsche Verkehrsfliegerschule (DVS)